# Tlacaelel
Tlacaelel I (1397 – 1487) foi o principal arquiteto da Tríplice Aliança Asteca. Era filho do Imperador Huitzilihuitl e da Rainha Cacamacihuatl, sobrinho do imperador Itzcoatl, e irmão dos imperadores Chimalpopoca e Moctezuma I.
Durante o reinado de Itzcoatl, a Tlacaelel foi dado o cargo de Tlacochcalcatl, mas durante a guerra contra os Tepanecas no final da década de 1450, foi promovido a primeiro conselheiro, uma posição chamada Cihuacoatl em Nahuatl, função que Tlacaelel exerceu durante os reinados de quatro Tlatoanis consecutivos, até sua morte em 1487 .
Tlacaelel reformulou e reforçou o conceito de que os astecas eram o povo escolhido, elevando seu deus tribal  Huitzilopochtli ao topo do panteão de deuses, e aumentou o militarismo. Ao mesmo tempo, Tlacaelel aumentou o predomínio do sacrifício humano, particularmente durante um período de desastres naturais principalmente durante a grande estiagem que começou em 1446. Durante o reinado de Moctezuma I, como uma invenção de Tlacaelel das guerras rituais chamadas Xochiyáoyotl (Guerras floridas), houve um fornecimento estável de prisioneiros de guerra para os sacrifícios humanos. As Guerras floridas eram organizadas  tendo como alvo cidades inimigas e realizadas especificamente com a finalidade de recolher prisioneiros para o sacrifício. As Guerras floridas foram principalmente travadas entre os Astecas e as cidades da Confederação de Tlaxcala .
Para fortalecer a nobreza asteca, Tlacaelel ajudou a criar e aplicar leis, proibindo os plebeus de usar certos adornos, tais como tampões para os lábios, braçadeiras de ouro, e capas de algodão. Ele também promoveu uma política de queimar os livros de povos conquistados com o objetivo de apagar todas as memórias de um passado pré-asteca. 
Uma de sua últimas obras foi a reconstrução do Templo Maior em Tenochtitlan. O suntuoso templo foi entregue a população em 1484 com o sacrifício de muitos prisioneiros de guerra. Após a morte de Tlacaelel em 1487, os Astecas continuaram a se expandir ao norte em direção as terras Chichimecas e ao sul em direção as terras Maias.
| Precedido por Itzcoatl | Tlacochcalcatl             | Sucedido por Moctezuma I  |
| Precedido por ninguém  | 1 º Cihuacoatl 1426 a 1487 | Sucedido por Tlilpotonqui |